# 森川輝一
森川 輝一（もりかわ てるかず、1971年11月22日 - ）は、日本の政治学者。京都大学教授。専門はハンナ・アーレントを中心とした西洋政治思想史。学位は、法学博士（京都大学）。

## 職歴
- 2001年4月 - 名城大学法学部講師
- 2003年4月 - 名城大学法学部准教授
- 2011年4月 - 京都大学大学院法学研究科教授
- 2014年4月 - 京都大学大学院公共政策連携研究部・公共政策教育部教授（法学部兼担）

## 恩師
小野紀明に師事。2011年から、それまで小野が担当していた法学部の「政治思想史」の講義を引き継いでいる。

## 著書
- （富沢克・古賀敬太編著）『二十世紀の政治思想家たち』（ミネルヴァ書房、1987年）
- （古賀敬太編）『政治概念の歴史的展開』（晃洋書房、2004年）
- 『＜始まり＞のアーレント――「出生」の思想の誕生』（岩波書店、2010年）
- （齋藤純一編）『支える――連帯と再分配の政治学』（風行社、2011年）
- （浅見昇吾・盛岡審一郎編）『教養としての応用倫理学』（丸善、2013年）
- 『岩波講座　政治哲学５』（岩波書店、2014年）

## 動画
- 古川雄嗣×森川輝一：真珠拾いのすゝめ ～アーレントの保守的教育論～ ── 新日本教育論Vo.3【論壇チャンネルことのは】